# Archipiélago de Luleå
El archipiélago de Luleå (en sueco: Luleå Skärgård o Lule Skärgård ) es un grupo de islas suecas en la parte norte de la bahía de Botnia. Se encuentran frente a la costa de la ciudad de Luleå y la desembocadura del río Lule. Algunas de las islas tienen pequeñas poblaciones permanentes, pero la mayoría se usa solo para el recreo en los meses de verano. Durante el invierno están cubiertas de hielo.

## Localización
El norte de la bahía de Botnia contiene una amplia zona de archipiélagos. Las islas del sector sueco forman el archipiélago de Norrbotten. Se dividen en los archipiélagos Piteå, Luleå, Kalix y Haparanda. El archipiélago de Luleå se encuentra en el municipio de Luleå, que forma parte del condado de Norrbotten. El puerto de Luleå es uno de los más grandes de Suecia en términos de tonelaje, ya que transporta mineral de hierro y acero.
El archipiélago de Luleå cuenta con más de 1312 islas si se incluyen los islotes rocosos pequeños o muy pequeños. Muchas de las islas están deshabitadas, en estado natural, y son bastante pequeñas con pocas o ninguna instalación para los visitantes. Debido al rebote postglacial, la tierra se eleva de 0,8 a 1 centímetro anualmente, por lo que la línea de costa puede retroceder hasta 100 metros en la vida de una persona. Como resultado, las islas crecen en tamaño pero las aguas y los puertos son cada vez menos profundos. Debido a este proceso, en 1649 toda la ciudad de Luleå se vio obligada a trasladarse a su ubicación actual, ya que el canal hasta su anterior emplazamiento se había vuelto demasiado poco profundo.
Las islas están divididas extraoficialmente en tres zonas a efectos administrativos. La zona interior comprende las islas de Brändön, Hertsölandet, Laxön, Likskäret, Rörbäck-Sandöskatan y Sandön. La zona media comprende las islas de Altappen, Bockön, Degerön, Fjuksön, Germandön, Hamnön, Hindersön, Junkön, Kallaxön, Lappön, Långön, Mannön, Nagelskäret, Sandskäret, Sigfridsön, Storbrändön, Stor-Furuön y Tistersöarna. La zona exterior contiene Bastaskäret, Brändöskäret, Båtön, Estersön, Finnskäret, Kluntarna, Mjoön, Norr-Espen, Rödkallen, Sandgrönnorna, Saxskäret, Smålsön, Småskär y Sör-Espen.

## Clima
El archipiélago está a solo 100 km del sur del círculo polar ártico, por lo que hay luz diurna las 24 horas en verano y luna llena todo el día en invierno. En verano, se puede llegar a muchas de las islas en barco turístico. En el invierno se puede llegar por carretera de hielo, motos de nieve, esquí o patinaje.
Las aguas que rodean el archipiélago son salobres, con menos del 10 % del contenido de sal del Atlántico. El mar se congela en enero y permanece helado hasta marzo-abril. Se despejan caminos de hielo en cuatro islas habitadas. En total hay 60 kilómetros de carreteras de hielo. La carretera de hielo más larga de Suecia, con 15 kilómetros, va de Hindersöstallarna, en el continente, a las islas de Hindersön, Stor-Brändön y Långön. Normalmente, la carretera está abierta de enero a abril. Se aplican restricciones al peso de los vehículos.

## Medio ambiente

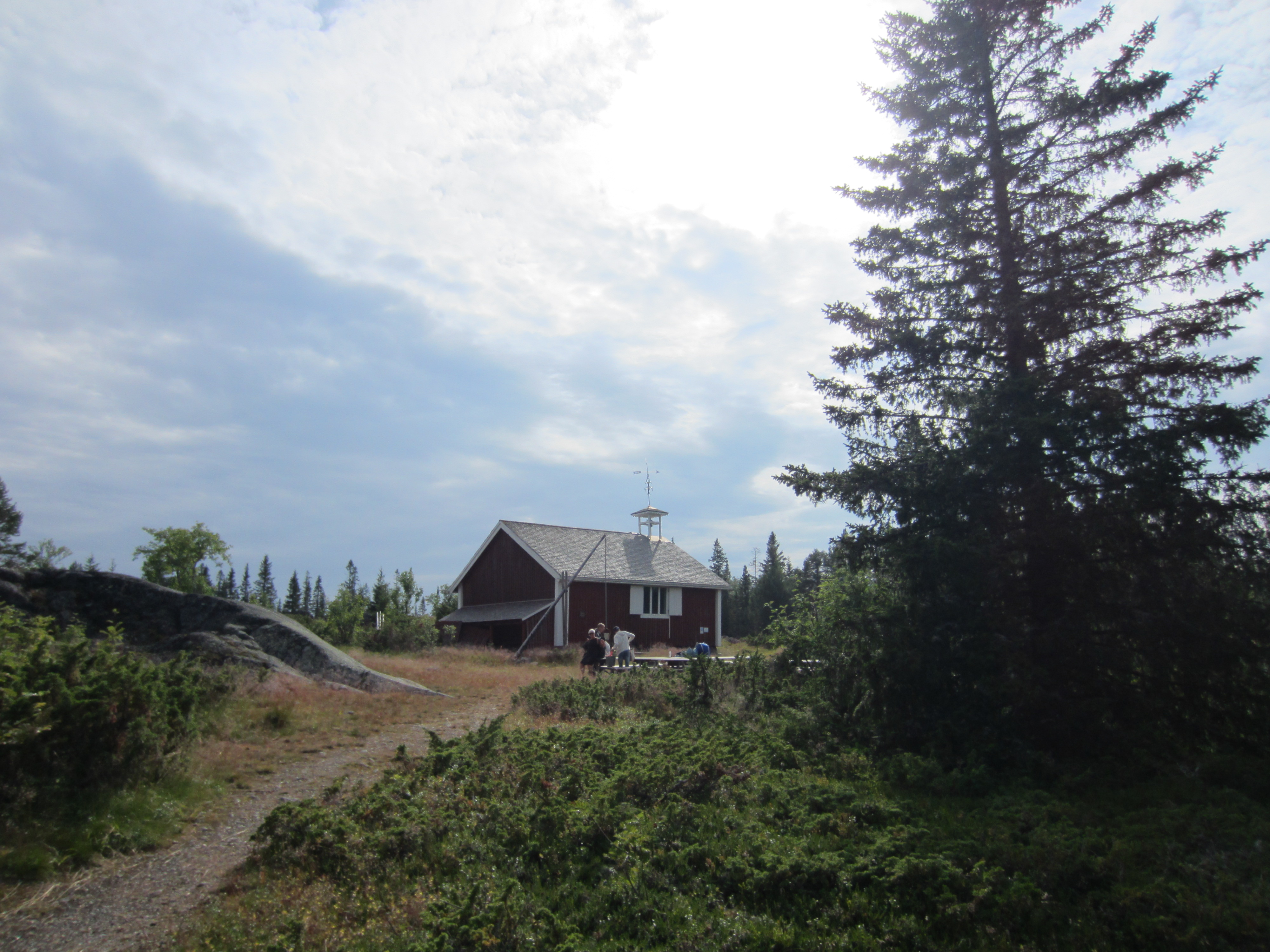
Antigua capilla de Småskär

El archipiélago de Luleå fue descrito por el obispo sueco Olaus Magnus en 1555. Elogió las hermosas islas, con luz diurna constante en verano, bien cubiertas de árboles, arbustos y hierba, con aire cálido pero refrescante, situadas en un mar rico en peces. Las islas son ricas en bayas silvestres, como arándanos, frambuesas, frambuesas árticas, moras, fresas silvestres y espino amarillo. Tienen una población de aves grande y variada. Las islas exteriores se consideran más vulnerables, con una vegetación más sensible.
Varias islas están incluidas total o parcialmente en la red ecológica Natura 2000 de la Unión Europea, incluidas dieciséis reservas naturales que cubren 16.340 hectáreas, de las cuales 1392 hectáreas son terrestres. Hay una zona protegida de biotopo de 5 hectáreas. Hay ocho santuarios de aves que cubren 1670 hectáreas, de las cuales 366 hectáreas son de tierra. Están prohibidos para los visitantes durante los meses de mayo, junio y julio, cuando las aves se reproducen. La mayoría de las reservas naturales protegidas y los santuarios de aves se encuentran en la zona exterior.

## Economía

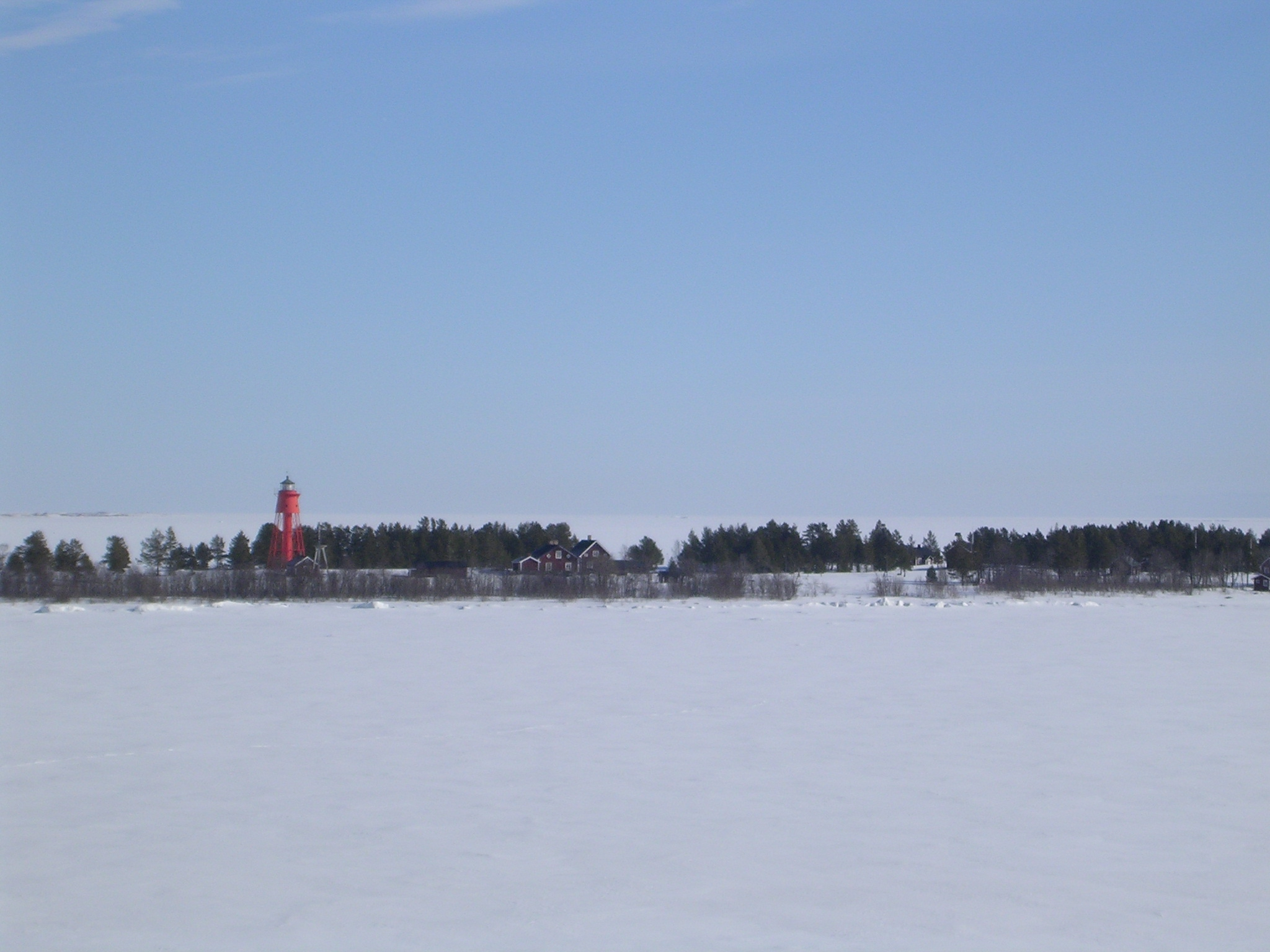
Rödkallen en invierno

Algunas de las islas están habitadas o tienen pueblos de pescadores estacionales utilizados por personas del continente. En 1999 sólo había 80 residentes permanentes de las islas, en su mayoría ancianos que habían vivido allí toda su vida. Solo había un agricultor y doce pescadores comerciales, todos ellos solteros. Sin embargo, puede haber una tendencia a que las segundas residencias en Sandön se transformen en viviendas permanentes. En algunos inviernos, los pastores de renos sami del valle del río Lule traen sus rebaños a través del hielo para pastar en las islas, pero solo si así lo requieren las condiciones climáticas.
En 2004 había más de 8000 pequeñas embarcaciones en Luleå, es decir, una por cada ocho personas, lo que permite a los habitantes de la ciudad acceder a las islas del archipiélago para su recreo. En invierno se puede acceder a las islas más grandes a través de caminos de hielo. Las islas más populares para los excursionistas son Bastaskär, Hindersön, Kluntarna, Rödkallen y Sandön. Otras islas más grandes son Altappen, Brändöskär, Estersön, Finnskär, Germanön, Hertsöland, Junkön, Kallaxön, Likskär, Långön, Rörbäck Sandöskatan, Sandgrönnorna, Smålsön, Småskär, Stor-Brändön y Uddskär.
En 2006, las islas atraían a menos de 500 turistas al año. Las actividades de los visitantes incluyen deportes acuáticos y caza en verano y pesca en hielo, esquí y motos de nieve en invierno. En verano llueve poco, y el agua templada y las playas de arena son atractivas para los visitantes. El municipio de Luleå se compromete a desarrollar el turismo y el ocio de forma que no se dañe el medio ambiente ni los valores de la sociedad local. Se anima a los turistas a visitar las islas de la zona interior, mientras que la zona exterior, más sensible desde el punto de vista ecológico, es deliberadamente menos accesible. El municipio mantiene las marcas de navegación, los albergues, los refugios, las saunas y los lugares de barbacoa, y los empresarios locales ofrecen otras instalaciones para los visitantes.

## Galería

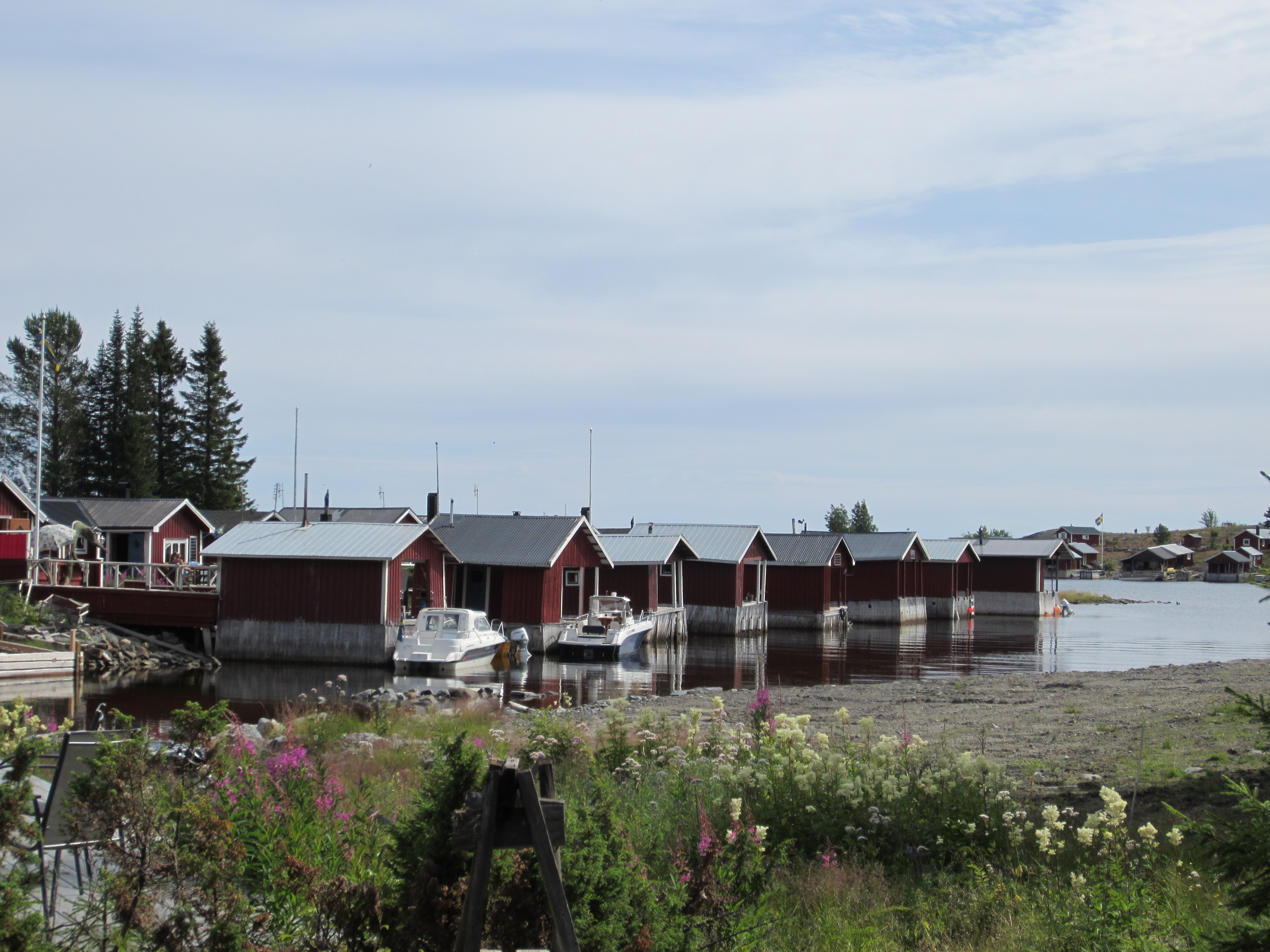
Antiguas cabañas de pescadores en Brändöskär
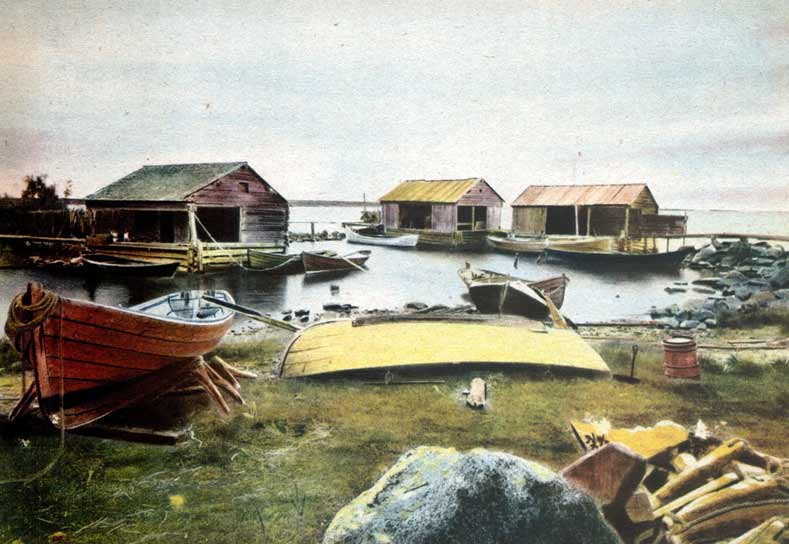
Barcos y cobertizos para botes en Stor-Brändön alrededor de 1935
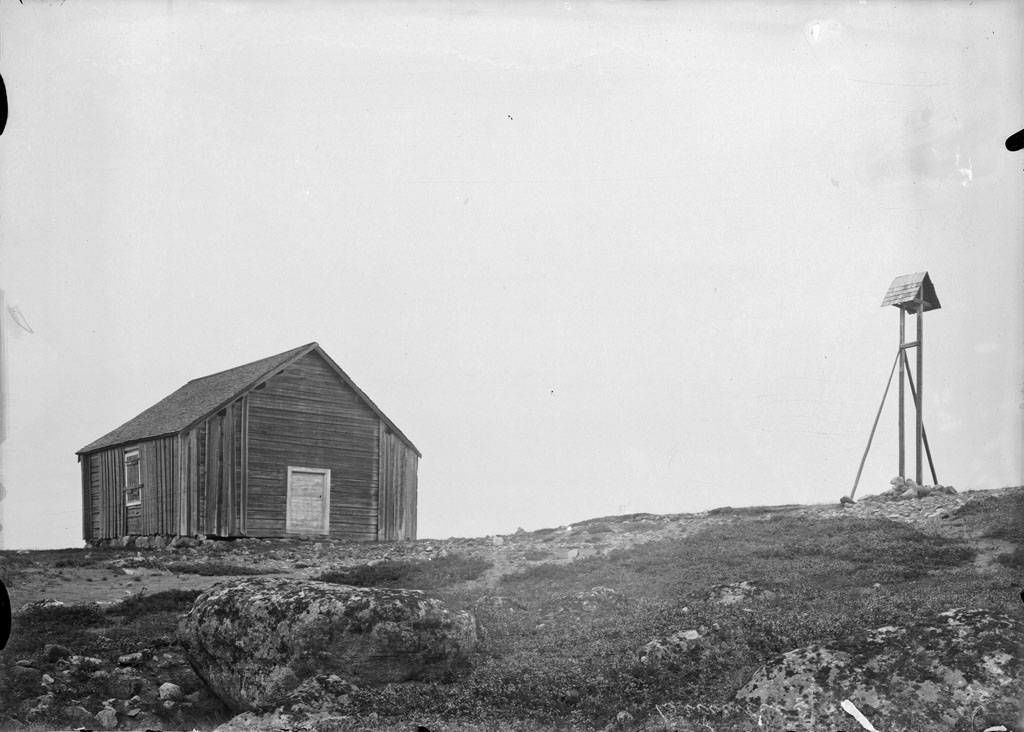
Antigua capilla en Brändöskär c. 1900
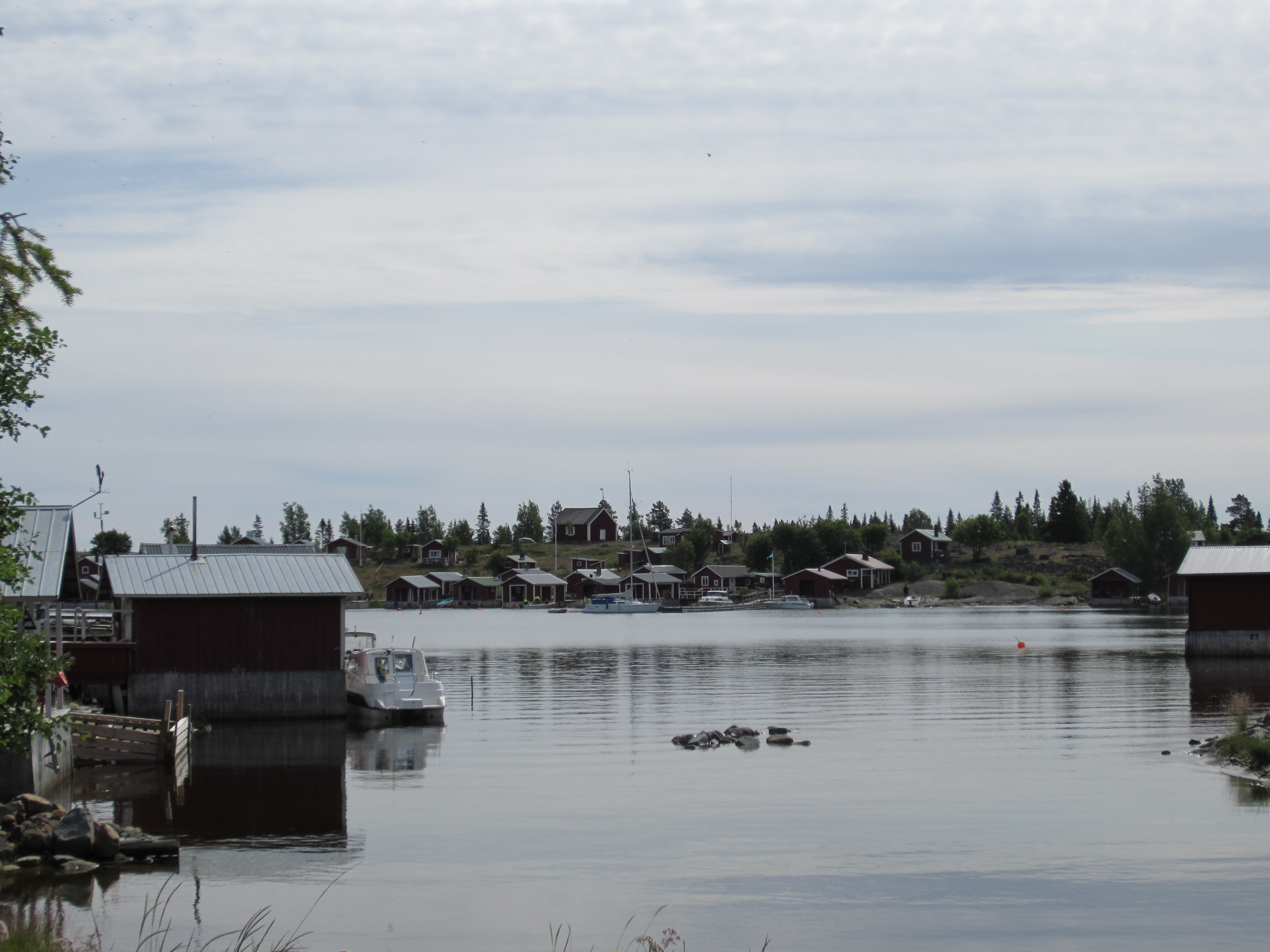
Antiguas cabañas de pesca en Brändöskär que hoy se utilizan para el recreo